# 原田ヒロシ
原田ヒロシ（はらだ ひろし）は、日本の歌手、俳優、三味線奏者、シンガーソングライター。三味線では本條宏、大衆演劇では浅香光一の名を用いる。

## 経歴
3歳から毎年生麦水神宮祭のステージで歌声を披露、ベンチャーズの影響で小学5年生の時にエレキ・バンドを結成する。
高校時代に横浜駅ビルCIALのビアガーデン「ホッペン」でバンド活動をし、のちに東神奈川のキャバレー「ミカド」に拠点を移す。ミカドのパフォーマー採用は難関だったため、オーディションに挑む際、アピールのために習わぬ三味線を演奏した。
それを機に本格的に三味線・民謡を習い始め、入門から半年後には30人の弟子を持ち、最盛期には300人の弟子を抱えた。奏者としては三橋美智也や赤坂小梅らと舞台で共演もしている。
その後、音楽教員養成所で音楽理論や和声学など幅広く学び、卒業後に若手の弟子を募っていた本條秀太郎に師事し、本條宏を襲名する。1976年には文化庁の派遣で「アメリカ建国200年祭」や「リビア・アラブ共和国建国7年祭」など海外公演も多く経験する。この時期、三味線のスタジオ・ミュージシャンとしても活動した。
歌手への夢が捨てきれず、1980年に原田ヒロシとしてテイチクレコードから近田春夫プロデュースでオールディーズ風の自作曲『ロンリー・ガール』でデビューをする。その後は演歌、歌謡曲、ソウル、ブルースなどジャンルを問わずに幅広い活動を続けた。
のちに浅香光代に師事し、浅香光一を襲名。大衆演劇の役者としても活動を行う。

## エピソード
桑田佳祐は鎌倉学園高等学校の3年後輩にあたる。鎌倉学園生徒による音楽活動の土台を作ったのは自分であり、桑田は少なからず影響を受けていると豪語している。

## ディスコグラフィ

### シングル
- ロンリーガール（1980年、テイチクレコード）
- はぐれ雲（1990年8月25日、ポリドール）
- 北国かぞえ唄（1992年6月25日、ポリドール）
- 北の潮鳴り（1993年5月26日、ポリドール）
- 港のセレナーデ（1994年6月25日、ポリドール）
- 人情酒場（2005年4月21日、ガウスエンタテインメント）
- 愛の「ひき潮」（2007年11月7日、徳間ジャパンコミュニケーションズ）
- 相馬恋しや（2010年8月18日、ホリデージャパン）
- 秋時雨/夢追いかけて（2013年8月21日、ホリデージャパン）
- 望郷津軽節（2018年9月26日、ホリデージャパン）

### アルバム
- 原田ヒロシ流行歌倶楽部II〜ほほえみ花〜（1993年12月1日、ポリドール）
- 原田ヒロシ 流行歌考〜35th ANNIVERSARY〜（2015年4月22日、ホリデージャパン）

### その他・参加作品
- 平沢進『時空の水』（1989年9月1日、ポリドール） - 「スケルトン・コースト公園」に参加。
- ふたりだけのクリスマス（1990年11月10日、ポリドール） - ポリドールが企画したクリスマスをテーマにしたオムニバスアルバム『White Album'90』に参加。6曲目。

## テレビ
- 演歌のふるさと（テレビ東京） - 白井京子（圭三プロダクション）とW司会

## ラジオ
- ミュージックバード 「歌の交差点」